# Шуваловский проспект (станция метро)
«Шува́ловский проспе́кт» — планируемая к проектированию и строительству станция Петербургского метрополитена, которая будет располагаться на Фрунзенско-Приморской линии между действующей станцией «Комендантский проспект» и перспективной «Магистраль № 31». 25 августа 2022 года был опубликован проект планировки территории.
Планируется, что в дальнейшем станция будет иметь переход на станцию «Каменка» Невско-Василеостровской линии (первый и единственный в ближайшей перспективе), сроки открытия которой, вместе с промежуточной «Богатырской», намечены на 2029 год. Сроки открытия самого «Шуваловского проспекта» неизвестны.

## Варианты расположения
Один из вариантов предполагал расположение на пересечении Комендантского проспекта и улицы Шаврова. По состоянию на февраль 2017 года, наземный вестибюль станции предложено расположить ближе к активно застраивающейся жилыми массивами части Приморского района — на пересечении Комендантского и Шуваловского проспектов.

## Название
В проекте станция имеет название «Магистраль № 30». Оно появилось на стадии разработки проекта района, когда улицам не успели дать названия. Магистраль № 30 — проектное название Шуваловского проспекта.
26 ноября 2008 года топонимической комиссией было отклонено название станции — «Нижне-Каменская».

## Проектирование
20 августа 2007 года Комитет экономического развития промышленной политики и торговли правительства Санкт-Петербурга (КЭРППИТ) объявил открытый конкурс на разработку проекта строительства метрополитена от станции «Комендантский проспект» до станции «Магистраль № 30» с электродепо «Коломяжское». Заказчиком выступил ГУП «Петербургский метрополитен». В техническом задании на проектировании утверждалось, что станция (в документе — «улица Шаврова») будет колонного типа. Согласно «Концепции развития метрополитена и других видов скоростного внеуличного транспорта в Санкт-Петербурге на период до 2020 года» от 2008 года, открытие станции было запланировано на 2013 год в составе участка «Комендантский проспект» — «Магистраль № 32». Согласно «Программе развития метрополитена до 2025 года», утвержденной 28 июня 2011 года на заседании правительства Санкт-Петербурга, станция будет называться «Шуваловский проспект». Открыть станцию планировали до конца 2015 года, однако затем эта дата была перенесена на неопределённый срок.
Изначально планировалось, что станция «Шуваловский проспект» будет иметь два выхода — на перекрестке Шуваловского проспекта и проспекта Авиаконструкторов и на перекрестке улицы Шаврова и проспекта Авиаконструкторов. В июне 2020 года Смольный издал постановление, по которому выход определён на перекрестке Комендантского и Шуваловского. Власти объяснили это решение желанием «сократить размеры строительной площадки станций».
29 марта 2019 года комитет по развитию транспортной инфраструктуры (КРТИ) объявил закупку на выполнение работ по разработке проектной документации от станции «Комендантский проспект» до станции «Шуваловский проспект». Будущему подрядчику предстоит на бумаге просчитать процесс подготовки территории для строительства станции. Стоимость работ составит до 23,7 млн рублей.
24 августа 2020 года КТРИ был заключен государственный контракт на оказание услуг по проведению государственной экспертизы проектной документации (включая смету) и результатов инженерных изысканий в отношении объекта капитального строительства: «Строительство Фрунзенско-Приморской линии от станции „Комендантский проспект“ до станции „Шуваловский проспект“». Контракт исполнен 7 сентября 2020 года.